# Huhkojärvi
Huhkojärvi är en sjö i kommunen Keuru i landskapet Mellersta Finland i Finland. Sjön ligger 112,6 meter över havet. Den är 41,94 meter djup. Arean är 1,22 kvadratkilometer och strandlinjen är 13,19 kilometer lång. Sjön  ingår i Kumo älvs huvudavrinningsområde.   Den ligger omkring 48 kilometer väster om Jyväskylä och omkring 220 kilometer norr om Helsingfors. 
I sjön finns ön Ainosaari. 